# Hektor Ritter von Záhony
Julius Hektor Ritter, Freiherr von Záhony (* 28. Juli 1816 in Triest; † 15. Juli 1878 in Kaltenleutgeben, Niederösterreich), war ein österreichischer Industrieller und Politiker. Er war Abgeordneter zum Landtag von Görz und Gradisca und Mitglied des Herrenhauses des Österreichischen Reichsrats.

## Leben
Hektor Ritter, Freiherr von Záhony, wurde als Sohn des aus Frankfurt am Main stammenden Johann Christoph Ritter, Edler von Záhony (1782–1838; 1829 in Wien geadelt), und dessen Gattin Maria Bressiac († 1820) geboren. Er war das vierte von 14 Kindern. In zweiter Ehe war der Vater mit Amalia Hofmann (1897–1870) verheiratet, einer Tochter des schweizerisch-deutschen Pädagogen und Autors Georg Franz Hofmann. Ein jüngerer Bruder war Wilhelm Ritter von Záhony.
Hektor Ritter erhielt Privatunterricht und eine Berufsausbildung in einem Handlungshaus in London. Auf Grund der schweren Erkrankung seines Vaters kehrte er 1837 aus London zurück und wurde Direktor der väterlichen Zuckerraffinerie in Görz. Ein Jahr später starb sein Vater und Hektor wurde zusammen mit seinen Brüdern Besitzer der Fabrik sowie des Guts Záhony (Ungarn). Hektor erwarb zudem 1843 eine Mühle in Strazig (Straccis, bei Camino al Tagliamento) am Tagliamento und errichtete dort Textilfabriken, die sich der Seidenspinnerei, der -weberei und der -färberei widmeten. 
Die Zuckerfabrik in Görz musste 1850 liquidiert werden, da sie auf Grund der Verarbeitung von Zuckerrohr gegen die staatlich geförderten Zuckerrübenfabriken nicht mehr konkurrenzfähig war. 
Er war Besitzer des Guts Monastero, Gemeinde Aquileja, erwarb 1864 eine Papierfabrik in Podgora (heute Piedimonte del Calvario) und ließ ab 1873 eine Zellstofffabrik in Spittal an der Drau errichten. 
In seiner Fabrik entwickelte ab 1876 der Chemiker Karl Kellner sein Sulfitverfahren für die Zelluloseerzeugung, das 1884 für beide patentiert wurde. 
Hektor Ritter von Záhony wirkte von 1850 bis 1878 als Präsident der Handels- und Gewerbekammer Görz und war als deren Vertreter von 1861 bis 1878 Abgeordneter zum Landtag von Görz und Gradisca. Er engagierte sich zudem von 1848 bis 1878 als Gemeinderat von Görz und wurde am 25. November 1867 auf Lebenszeit zum Mitglied des Herrenhauses ernannt. Er setzte sich stark für den Verkehr und den Eisenbahnbau ein und war Kurator der evangelischen Gemeinde.
Hektor Freiherr von Záhony war ab 1839 mit Amalie Rittmeyer verheiratet und wurde Vater von drei Söhnen und drei Töchtern. Auf die Tochter Elvine de La Tour geht die Diakonie de La Tour zurück. Sein Sohn Eugen Ritter von Záhony war ebenfalls Industrieller und Politiker. Hektor Freiherr von Záhony verstarb 1878 an einem Hirnschlag in der Kaltwasserheilanstalt in Kaltenleutgeben. Die Freiherr-Ritter-Zahony’schen Fabriken wurden in der Mitte der 1880er verkauft.

## Auszeichnungen
- Orden der Eisernen Krone III. Klasse (1855) und damit Erhebung in den Ritterstand
- Erhebung in der Freiherrenstand (1869)